# Hanan Ashrawi
Hanan Daud Khalil Mikhail (Awwad)–Ashrawi (în arabă حنان داوود مخايل عشراوي ; n. 8 octombrie 1946) este o activistă, lider, legiuitor și cărturar palestinian care a ocupat funcția de membru al Comitetului de Conducere și pe cea de purtător oficial de cuvânt al delegației palestiniene pentru procesul de pace în Orientul Mijlociu, începând cu Conferința de pace de la Madrid din 1991. În 1996, Ashrawi a fost numită ministrul învățământului superior și al cercetării din Autoritatea Națională Palestiniană. Anterior numirii ea a fost decanul Facultății de Arte a Universității Birzeit și șef al Comitetului pentru Asistență Juridică al acesteia, funcții ocupate începând de la jumătatea anilor 1970.
În 1996, Ashrawi a fost aleasă în Consiliul Legislativ Palestinian din partea circumscripției Ierusalimului și a fost realeasă pe listele partidului A Treia Cale în 2006.  Intrând în istorie ca prima femeie care a ocupat un post în cel mai înalt organism executiv din Palestina, ea a fost aleasă membru al Comitetului Executiv al OEP în 2009 și în 2018. 
În calitate de activist pentru societatea civilă, Ashrawi a fondat Comisia Independentă pentru Drepturile Omului în 1994 și a îndeplinit până în 1995 funcția de comisar-general a acesteia. În 1998 a fondat MIFTAH, Inițiativa Palestiniană pentru Promovarea Dialogului Global și Democrației, și continuă și în prezent să servească în calitate de șef al consiliului de administrație al acesteia. În anul 2000, Ashrawi a înființat Coaliția Națională pentru Responsabilitate și Integritate (AMAN).
Ashrawi este membru în consiliile consultative și internaționale ale mai multor organizații globale, regionale și locale care se ocupă de o serie de aspecte precum drepturile omului, drepturile femeilor, formarea de politici, pacificare și construirea națiunilor.
Hanan Ashrawi a fost recompensată cu numeroase premii la nivel mondial, inclusiv valoroasa decorație franceză „Legiunea de onoare” în 2016 ; Premiul Mahatma Gandhi pentru Pace și Reconciliere în 2005; Premiul Sydney pentru pace în 2003; Premiul Olof Palme în 2002; premiul „Pâine și trandafiri”, acordat în 1999 de organizația International Women of H.O.P.E.; premiul „Apărător al Democrației”, acordat de organizația Parlamentari pentru Acțiune Globală; premiul „50 de femei ale secolului”; Premiul Internațional Jane Addams pentru Leadership Feminin, acordat în 1996; premiul Fundației Pearl S. Buck; medalia de aur a Premiului Pio Manzu pentru Pace, acordată în 1994; Premiul Internațional pentru Pace Marissa Bellisario, acordat în 1992.  
Ashrawi este autoarea mai multor cărți, articole, poezii și nuvele despre cultura, literatura și politica palestiniană. Cartea ei This Side of Peace, publicată în 1995 la editura Simon & Schuster, a dobândit recunoaștere globală. Ashrawi a obținut o diplomă de licență și a absolvit un masterat în domeniul artelor la Universitatea Americană din Beirut și un doctorat în literatura medievală și comparativă la Universitatea Virginia din Statele Unite ale Americii. În plus, ea este beneficiarul a unsprezece doctorate onorifice primite de la universități din Statele Unite, Canada, Europa și din lumea arabă.
Hanan Ashrawi este căsătorită cu Emile Ashrawi și au împreună două fete, Amal și Zeina.

## Copilăria
Ashrawi este fiica a doi părinți palestinieni creștini și s-a născut pe 8 octombrie 1946 în orașul Nablus, în timpul mandatului britanic pentru Palestina. Orașul este acum parte a Cisiordaniei ocupate de Israel. Tatăl ei, Daoud Mikhail, era medic și a fost unul dintre fondatorii Organizației pentru Eliberarea Palestinei, iar mama sa, Wadi’a Ass’ad Mikhail, era asistentă în oftalmologie.

## Educație
Familia Ashrawi a locuit în Nablus, apoi s-a mutat în însoritul oraș Tiberias din nordul Palestinei, unde a rămas până la înființarea statului Israel, în 1948. În acel an, familia Mikhail a fost relocată de forțele mandatului britanic de la Tiberias la Amman, în Iordania, ca urmare a războiului arabo-israelian. Inițial, tatăl ei a rămas în teritoriul devenit statul Israel, dar s-a alăturat mai târziu familiei în Iordania.
În 1950 familia sa a reușit să se stabilească la Ramallah, la acea vreme parte a Cisiodaniei anexate de Iordania. Acolo a urmat școala Prietenilor din Ramallah, o școală pentru fete înființată de Quakeri. Activismul ei a fost inspirat de tatăl său, care milita pentru un rol mai important al femeilor în societate și a fost în mod repetat arestat și închis de către autoritățile iordaniene pentru activitatea sa în cadrul Partidului Arab Naționalist Socialist și Organizației pentru Eliberarea Palestinei. Ulterior, Hanan Ashrawi și-a luat licența și a obținut un master în literatură la facultatea de limba engleză a Universității Americane din Beirut.
Pe vremea când studia literatura la Universitatea Americană, Ashrawi a avut o relație romantică cu jurnalistul Peter Jennings de la ABC News, care era la acea vreme șeful de redacție a biroului ABC News din Beirut. Când a izbucnit Războiul de Șase Zile, în 1967, Hanan Ashrawi, pe atunci o tânără studentă de 22 de ani în Liban, a fost declarată absentă de autoritățile israeliene și i s-a interzis reîntoarcerea în Cisiordania. În următorii șase ani Ashrawi a călătorit și și-a completat educația obținând un doctorat în literatură medievală și comparativă la Universitatea Virginia. I s-a permis în sfârșit să se alăture familiei în 1973, în virtutea programului de reunificare a familiilor.

## Viața personală
Pe 8 august 1975, Hanan s-a căsătorit cu Emile Ashrawi, un creștin din Ierusalim, fotograf și director de teatru. Împreună au două fete, Amal și Zeina.
Ashrawi deține 11 doctorate onorifice de la universități din Statele Unite, Canada, Europa și din lumea arabă. Printre acestea un doctorat primit în iunie 2008 la Universitatea Americană din Beirut; un doctorat în științe umaniste la Universitatea Americană din Cairo, primit în iunie 2003; un doctorat în drept civil la Universitatea Saint Mary din Halifax, Canada, în octombrie 2000; un doctorat în științe umaniste la Colegiul Smith din Northampton, Massachusetts, în 1999; un doctorat în științe umaniste la Colegiul Earlham din Richmond, Indiana, în 1999; un doctorat la Vrije Universiteit Brussel din Belgia, în 1997; un doctorat în drept la Universitatea din Bath, în Marea Britanie, în 1993; și un doctorat la Seminarul Teologic din Alexandria, Virginia, în 1993.
Ea este membră a numeroase comitete și consilii internaționale. Printre altele, ea este sau a fost componentă a următoarelor organizații: TAKREEM Arab Achievement Awards, consiliul consultativ al Centrului pentru Studii Transregionale al Universității Princeton; Consiliul pentru Relații Externe din Washington D.C.; „Deir Yassin Remembered” din New York; „Fondul pentru viitorul copiilor noștri” din Washington D.C.; Inițiativa pentru Pace și Cooperare în Orientul Mijlociu, proiect special al Search for Common Ground; Comisia Internațională pentru Intervenție și Suveranitate Statală; Institutul Internațional pentru Democrație și Sprijin Electoral din Stockholm, Suedia; membră a secretariatul general al ONU al Grupului pentru Dialog între Civilizații; Mercy Corps din Washington; Peace Works; Task Force on Higher Education (o inițiativă a Băncii Mondiale, Universității Harvard și UNESCO); Centrul Carter pentru drepturile omului; Centrul pentru Dialog din Olanda; Banca Mondială, sucursala pentru Orientul Mijlociu și regiunea Africii de Nord; Institutul de Cercetare al Națiunilor Unite pentru Dezvoltare Socială (UNRISD); Institutul Palestinian pentru Diplomație Publică (PIPD); membră a consiliului consultativ „Know Thy Heritage” al Fundației Creștine Ecumenice pentru Țara Sfântă; patron onorific al Consiliului pentru înțelegere arabo-britanică; Beyond Conflict (anterior Proiectul pentru Justiție în Perioade de Tranziție) din New York, Statele Unite; grupul consultativ al UN Women Executive Directors Civil Society.
Pe 26 septembrie 2009, într-un interviu acordat lui Riz Khan în emisiunea One on One a postului Al Jazeera în limba engleză, Ashrawi își definea astfel rolul său actual: „mă văd în principal ca o ființă umană cu o misiune multidimensională. Pe scurt, mai mult decât politician sunt palestiniană, sunt femeie, sunt activistă și umanistă. Și în același timp simt că adesea lucrurile sunt împinse către noi în loc să fie rezultatul unei alegeri calme și deliberate.

## Politică și activism

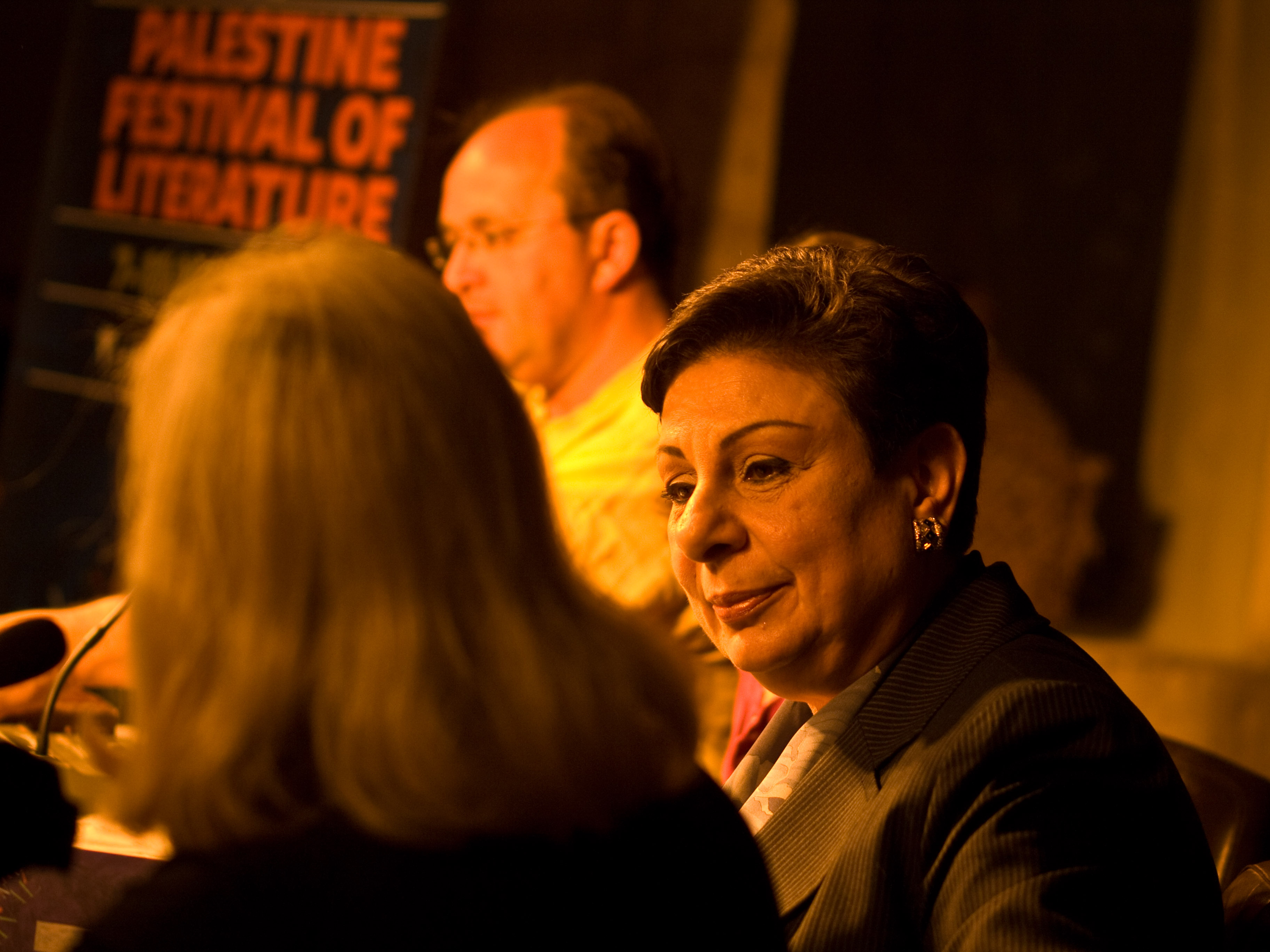
Ashrawi în 2008

În timp ce studia în Liban și i s-a interzis de către Israel întoarcerea în Cisiordania, ea a devenit purtătoarea de cuvânt a Uniunii Generale a Studenților Palestinieni din Liban, a ajutat la organizarea grupărilor revoluționare feminine și a servit ca ghid pentru reporterii străini care vizitau taberele de refugiați palestinieni.
Ashrawi a reușit să se întoarcă în Cisiordania în urma programului de reunificare a familiilor din 1973 și a pus bazele departamentului de limbă engleză de la Universitatea Birzeit. A activat ca șef de catedră al acestuia între 1973 și 1978, iar apoi din nou, între 1981 și 1984. Între 1986–1990 a ocupat funcția de decan al facultății de arte a universității. A rămas profesor al Universității Birzeit până în 1995, publicând numeroase poezii, nuvele, documente și articole despre cultura, literatura și politica palestiniană.
Activismul politic al lui Ashrawi în teritoriile palestiniene a început odată cu cariera ei academică la Universitatea Birzeit. În 1974 ea a fondat proiectul „Comitetul pentru asistență juridică și acțiune privind drepturile omului” al universității. Activitatea ei politică a făcut un salt în 1988, în timpul Primei Intifada, când s-a alăturat comitetului politic al acesteia, ocupând un post în cadrul Comisiei Diplomatice până în 1993. Între 1991 și 1993 a servit ca purtător oficial de cuvânt al delegației palestiniene la convorbirile din cadrul procesului de pace în Orientul Mijlociu și ca membru al comitetului de conducere și a celui executiv al delegației.
Între 1993 și 1995, odată cu semnarea Acordurilor de la Oslo de către Yasser Arafat și Yitzhak Rabin, au fost puse bazele auto-administrării palestiniene în Gaza și zonele A și B din Cisiordania, iar Ashrawi a condus comitetul pregătitor al Comisiei Palestiniene Independente pentru Drepturile Cetățenilor din Ierusalim. Începând din 1996, ea a servit și ca membru ales în Consiliul Legislativ Palestinian din partea guvernoratului Ierusalim. În 1996, Ashrawi a fost numită ministru al Învățământului Superior și Cercetării din Autoritatea Palestiniană, dar a demisionat în 1998, în semn de protest față de corupția politică, în special față de felul cum Arafat gestiona convorbirile de pace.
În 1998, Ashrawi a fondat MIFTAH, Inițiativa Palestiniană pentru Promovarea Dialogului Global și Democrației, o inițiativă care urmărește respectarea drepturilor omului pentru palestinieni, democrația și pacea.
În noiembrie 2004, Ashrawi a susținut la Insitutul „Joan B. Kroc” pentru Pace și Justiție al Univeristății din San Diego un discurs intitulat „Concept, context și proces în instaurarea păcii: experiența palestiniano-israeliană”, în cadrul seriei de prelegeri distinse. În aprilie 2007, Hanan Ashrawi a vizitat Centrul Palestinian din Washington și a susținut un discurs intitulat „Palestina și pacea: provocările care ne stau în față”.
În iulie 2011 ea a reprezentat poporul palestinian într-o întâlnire cu ministrul canadian de externe John Baird, pe care l-a convins să viziteze teritoriile palestiniene. În mai 2019, Statele Unite i-au refuzat acordarea unei vize pentru a-și vizita familia stabilită acolo. Cu doar o lună înainte, statul american refuzase în mod similar acordarea unei vize activistului palestinian pentru drepturile omului Omar Barghouti.

## Premiul Sydney pentru pace
În 2003, lui Ashrawi i-a fost acordat Premiul Sydney pentru pace. Nominalizarea ei a fost salutată de Mary Robinson (fost Înalt Comisar ONU pentru Drepturile Omului și fost președinte al Irlandei) și de arhiepiscopul Desmond Tutu. Madeleine Albright, fost Secretar de Stat al Statelor Unite, a sprijinit de asemenea nominalizarea, declarând că „ea [Ashrawi] este o genială purtătoare de cuvânt a cauzei sale”.
Nominalizarea lui Ashrawi a stârnit controverse în rândul unora dintre organizațiile politice evreiești. Michael Kapel, membru al comitetului de conducere al Consiliului Australia/Israel și Afaceri Evreiești, a numit-o „un apologet al terorii islamice”. Activista Antony Loewenstein a argumentat în cartea My Israel Question că mass-media australiană și diferite organizații evreiești au defăimat-o și discreditat-o pe Hanan Ashrawi pentru a o împiedica să câștige Premiul Nobel pentru Pace. Legat de această controversă, politicianul israelian Yael Dayan a declarat „iar această Hanan Ashrawi... cred că e foarte curajoasă și contribuie mult la procesul de pace”. Baruch Kimmerling, sociolog al Universității Ebraice, a scris: „ca israelian, ca evreu și ca academician, îmi pare foarte rău și sunt rușinat că membri ai comunității evreiești australiene acționează împotriva acestei nominalizări legitime”.

## Lucrări publicate
- Antologia literaturii palestiniene (ed).
- Nuvela palestiniană modernă: Introducere în critica practică
- Literatura contemporană palestiniană sub ocupație
- Poezia și ficțiunea contemporană palestiniană
- Traducerea literară: Teorie și practică
- Această tabără a păcii: O mărturie personală (ISBN: 0-684-80294-5)